# Junioreuropamästerskapen i friidrott 2011
Junioreuropamästerskapen i friidrott 2011 var de tjugoförsta junioreuropamästerskapen i friidrott och hölls på Kadrioru staadion i Tallinn, Estland mellan 21 och 24 juli 2011.

## Medaljtabell
Värdnation
| Pl.   | Nation         | Guld | Silver | Brons | Totalt |
| ----- | -------------- | ---- | ------ | ----- | ------ |
| 1     | Ryssland       | 8    | 4      | 6     | 18     |
| 2     | Tyskland       | 7    | 4      | 12    | 23     |
| 3     | Storbritannien | 6    | 5      | 4     | 15     |
| 4     | Frankrike      | 6    | 3      | 4     | 13     |
| 5     | Spanien        | 2    | 0      | 2     | 4      |
| 6     | Serbien        | 2    | 0      | 0     | 2      |
| 7     | Polen          | 1    | 5      | 2     | 8      |
| 8     | Turkiet        | 1    | 3      | 0     | 4      |
| 9     | Italien        | 1    | 2      | 3     | 6      |
| 10    | Nederländerna  | 1    | 2      | 1     | 4      |
| 11    | Rumänien       | 1    | 1      | 2     | 4      |
| 11    | Ukraina        | 1    | 1      | 2     | 4      |
| 13    | Lettland       | 1    | 1      | 1     | 3      |
| 14    | Finland        | 1    | 1      | 0     | 2      |
| 14    | Slovenien      | 1    | 1      | 0     | 2      |
| 16    | Sverige        | 1    | 0      | 2     | 3      |
| 17    | Österrike      | 1    | 0      | 0     | 1      |
| 17    | Estland        | 1    | 0      | 0     | 1      |
| 17    | Ungern         | 1    | 0      | 0     | 1      |
| 20    | Belgien        | 0    | 2      | 0     | 2      |
| 20    | Norge          | 0    | 2      | 0     | 2      |
| 22    | Azerbajdzjan   | 0    | 1      | 1     | 2      |
| 22    | Belarus        | 0    | 1      | 1     | 2      |
| 24    | Danmark        | 0    | 1      | 0     | 1      |
| 24    | Irland         | 0    | 1      | 0     | 1      |
| 24    | Litauen        | 0    | 1      | 0     | 1      |
| 24    | Moldavien      | 0    | 1      | 0     | 1      |
| 24    | Montenegro     | 0    | 1      | 0     | 1      |
| 29    | Bulgarien      | 0    | 0      | 1     | 1      |
| Total | Total          | 44   | 44     | 44    | 132    |

## Resultat[1]
- Nyckel
  - WJR - Världsrekord för juniorer
  - WJL - Världsårsbästa för juniorer
  - EJR - Europarekord för juniorer
  - EJL - Europarekord för juniorer
  - NJR - Nationsrekord för juniorer
  - NR - Nationsrekord
  - CR - Mästerskapsrekord
  - PB - Personligt rekord
  - SB - Personligt rekord för säsongen

### Herrar
| Gren                  | Guld                                                                | Guld        | Silver                                                                   | Silver      | Brons                                                                | Brons       |
| 100 meter             | Jimmy Vicaut Frankrike                                              | 10.07 PB    | Adam Gemili Storbritannien                                               | 10.41       | David Bolarinwa Storbritannien                                       | 10.46       |
| 200 meter             | David Bolarinwa Storbritannien                                      | 21.07 PB    | Pierre Vincent Frankrike                                                 | 21.22 PB    | Jeffrey John Frankrike                                               | 21.24       |
| 400 meter             | Marcell Deák-Nagy Ungern                                            | 45.42 NR    | Nikita Uglov Ryssland                                                    | 46.01 PB    | Michele Tricca Italien                                               | 46.09 PB    |
| 800 meter             | Pierre Ambroise Bosse Frankrike                                     | 1:47.14     | Zan Rudolf Slovenien                                                     | 1:47.73 PB  | Johan Rogestedt Sverige                                              | 1:47.88     |
| 1 500 meter           | Adam Cotton Storbritannien                                          | 3:43.98     | Thomas Solberg Eide Norge                                                | 3:44.70     | Alexander Schwab Tyskland                                            | 3:44.82 PB  |
| 5 000 meter           | Gabriel Navarro Spanien                                             | 14:07.06 PB | Bartosz Kowalczyk Polen                                                  | 14:07.17 PB | Jonathan Hay Storbritannien                                          | 14:07.78    |
| 10 000 meter          | Gabriel Navarro Spanien                                             | 30:02.18 SB | Emmanuel Lejeune Belgien                                                 | 31:35.19    | Szymon Kulka Polen                                                   | 31:50.13    |
| 110 meter häck        | Jack Meredith Storbritannien                                        | 13.50       | Andrew Pozzi Storbritannien                                              | 13.57       | Rahib Mammadov Azerbajdzjan                                          | 13.78       |
| 400 meter häck        | Varg Königsmark Tyskland                                            | 49.70 CR    | Stef Vanhaeren Belgien                                                   | 50.01 PB    | Jose Reynaldo Bencosme de Leon Italien                               | 50.30 PB    |
| 3 000 meter hinder    | Ilgizar Safiullin Ryssland                                          | 8:37.94 CR  | Muhammet Emin Tan Turkiet                                                | 8:46.74 PB  | Martín Grau Tyskland                                                 | 8:48.79 PB  |
| 4 × 100 meter stafett | Vincent Michalet Jimmy Vicaut Jeffrey John Ken Romain Frankrike     | 39.35       | Dannish Walker-Khan Sam Watts Adam Gemili David Bolarinwa Storbritannien | 39.48       | Konrad Donczew Kamil Supiński Kamil Bijowski Tomasz Kluczynski Polen | 40.42       |
| 4 x 400 meter stafett | Michele Tricca Paolo Danesini Alberto Rontini Marco Lorenzi Italien | 3:06.46     | Evgeny Khokhlov Radel Kashefrazov Denis Nesmashnyy Nikita Uglov Ryssland | 3:07.47     | Varg Königsmark Lukas Schmitz Lukas Hamich Johannes Trefz Tyskland   | 3:08.56     |
| 10 000 meter gång     | Hagen Pohle Tyskland                                                | 40:43.73    | Ihor Lyashchenko Ukraina                                                 | 41:10.43 SB | Luís Alberto Amezcua Spanien                                         | 41:34.13 PB |
| Höjdhopp              | Nikita Anishchenkov Ryssland                                        | 2.27        | Janick Klausen Danmark                                                   | 2.25 PB     | Gianmarco Tamberi Italien                                            | 2.25 =PB    |
| Stavhopp              | Emile Denecker Frankrike                                            | 5.50        | Kévin Menaldo Frankrike                                                  | 5.50 PB     | Dídac Salas Spanien                                                  | 5.40 =PB    |
| Längdhopp             | Sergey Morgunov Ryssland                                            | 8.18 PB     | Tomasz Jaszczuk Polen                                                    | 8.11 PB     | Evgeny Antonov Ryssland                                              | 7.83        |
| Tresteg               | Alexander Yurchenko Ryssland                                        | 16.31       | Murad Ibadullayev Azerbajdzjan                                           | 16.25 PB    | Georgi Tsonov Bulgarien                                              | 15.90       |
| Kulstötning           | Krzysztof Brzozowski Polen                                          | 20.92       | Daniele Secci Italien                                                    | 20.45       | Christian Jagusch Tyskland                                           | 19.80       |
| Diskuskastning        | Lukas Weisshaidinger Österrike                                      | 63.83 PB    | Danijel Furtula Montenegro                                               | 63.54 PB    | Benedikt Stienen Tyskland                                            | 62.33       |
| Släggkastning         | Quentin Bigot Frankrike                                             | 78.45 PB    | Serghei Marghiev Moldavien                                               | 76.60 PB    | Elias Håkansson Sverige                                              | 74.99 PB    |
| Spjutkastning         | Zigismunds Sirmais Lettland                                         | 81.53 CR    | Marcin Krukowski Polen                                                   | 79.19 PB    | Pavel Mialeshka Belarus                                              | 76.59       |
| Tiokamp               | Kevin Mayer Frankrike                                               | 8124 CR     | Matthias Brugger Tyskland                                                | 7853 PB     | Johannes Hock Tyskland                                               | 7806        |

### Damer
| Gren                  | Guld                                                                                     | Guld             | Silver                                                                            | Silver     | Brons                                                                          | Brons       |
| 100 meter             | Jodie Williams Storbritannien                                                            | 11.18 CR         | Jamile Samuel Nederländerna                                                       | 11.43 PB   | Tatjana Lofamakanda Pinto Tyskland                                             | 11.48 SB    |
| 200 meter             | Jodie Williams Storbritannien                                                            | 22.94 SB         | Jamile Samuel Nederländerna                                                       | 23.31      | Jennifer Galais Frankrike                                                      | 23.55       |
| 400 meter             | Bianca Razor Rumänien                                                                    | 51.96 PB         | Yulia Yurenya Belarus                                                             | 53.03 PB   | Adelina Pastor Rumänien                                                        | 53.31       |
| 800 meter             | Anastasiya Tkachuk Ukraina                                                               | 2:02.73          | Rowena Cole Storbritannien                                                        | 2:03.43 PB | Ayvika Malanova Ryssland                                                       | 2:03.59 PB  |
| 1 500 meter           | Amela Terzic Serbien                                                                     | 4:15.40 SB       | Ciara Mageean Irland                                                              | 4:16.82 SB | Ioana Doaga Rumänien                                                           | 4:20.73     |
| 3 000 meter           | Amela Terzic Serbien                                                                     | 9:17.61 PB       | Esma Aydemir Turkiet                                                              | 9:19.61 PB | Lisa Jäsert Tyskland                                                           | 9:30.23     |
| 5 000 meter           | Esma Aydemir Turkiet                                                                     | 16:12.16 PB      | Emelia Gorecka Storbritannien                                                     | 16:13.04   | Annabel Gummow Storbritannien                                                  | 16:14.62    |
| 100 metres häck       | Nooralotta Neziri Finland                                                                | 13.34 PB         | Isabelle Pedersen Norge                                                           | 13.37 SB   | Ekaterina Bleskina Ryssland                                                    | 13.47 PB    |
| 400 meter häck        | Vera Rudakova Ryssland                                                                   | 57.24            | Aurelie Chaboudez Frankrike                                                       | 57.35 PB   | Maeva Contion Frankrike                                                        | 58.03 PB    |
| 3 000 meter hinder    | Gesa-Felicitas Krause Tyskland                                                           | 9:51.08 SB       | Gulshat Fazlitdinova Ryssland                                                     | 9:56.98 PB | Elena Panaet Rumänien                                                          | 10:17.37 PB |
| 4 x 100 meter stafett | Alexandra Burghardt Katharina Grompe Tatjana Lofamakanda Pinto Anna-Lena Freese Tyskland | 43.42 EJR, CR    | Oriana De Fazio Irene Siragusa Anna Bongiorni Gloria Hooper Italien               | 44.52      | Marylyn Nwawulor Bianca Williams Jennie Batten Jodie Williams Storbritannien   | 45.00       |
| 4 x 400 meter stafett | Katie Kirk Lucy James Amelia Clifford Kirsten Mcaslan Storbritannien                     | 3:35.29          | Patrycja Wyciszkiewicz Malgorzata Holub Justyna Swiety Magdalena Gorzkowska Polen | 3:35.35    | Sabrina Häfele Stefanie Gotzhein Kim Carina Schmidt Christina Zwirner Tyskland | 3:36.26     |
| 10 000 meter gång     | Elena Lashmanova Ryssland                                                                | 42:59.48 WJR, CR | Svetlana Vasilyeva Ryssland                                                       | 44:52.98   | Anna Ermina Ryssland                                                           | 46:49.00 PB |
| Höjdhopp              | Marija Kutjina Ryssland                                                                  | 1.95 =CR         | Airinė Palšytė Litauen                                                            | 1.91 SB    | Nadja Kampschulte Tyskland                                                     | 1.88 PB     |
| Stavhopp              | Angelica Bengtsson Sverige                                                               | 4.57 CR          | Lilli Schitzerling Tyskland                                                       | 4.20 =PB   | Natalia Demidenko Ryssland                                                     | 4.20        |
| Längdhopp             | Lena Malkus Tyskland                                                                     | 6.40             | Alina Rotaru Rumänien                                                             | 6.36       | Polina Yurchenko Ryssland                                                      | 6.11        |
| Tresteg               | Yana Borodina Ryssland                                                                   | 14.00            | Kristiina Mäkelä Finland                                                          | 13.67 PB   | Ganna Aleksandrova Ukraina                                                     | 13.14       |
| Kulstötning           | Lena Urbaniak Tyskland                                                                   | 16.31            | Anna Wloka Polen                                                                  | 16.23 PB   | Anna Rüh Tyskland                                                              | 16.01 PB    |
| Diskuskastning        | Shanice Craft Tyskland                                                                   | 58.65 PB         | Anna Rüh Tyskland                                                                 | 58.10      | Viktoriya Klochko Ukraina                                                      | 54.03       |
| Släggkastning         | Barbara Špiler Slovenien                                                                 | 67.06 CR, NR     | Kivilcim Kaya Turkiet                                                             | 66.74 PB   | Alexia Sedykh Frankrike                                                        | 65.02 PB    |
| Spjutkastning         | Liina Laasma Estland                                                                     | 55.99            | Līna Mūze Lettland                                                                | 55.83      | Laura Henkel Tyskland                                                          | 55.37 PB    |
| Sjukamp               | Dafne Schippers Nederländerna                                                            | 6153             | Sara Gambetta Tyskland                                                            | 6108 PB    | Laura Ikauniece Lettland                                                       | 6063 PB     |